# Макариевская пустынь (Соловецкий монастырь)
Макариевская пустынь — пустынь Соловецкого монастыря, основанная в начале XIX века архимандритом Макарием на берегу озера Нижний Перт Большого Соловецкого острова.

## История пустыни

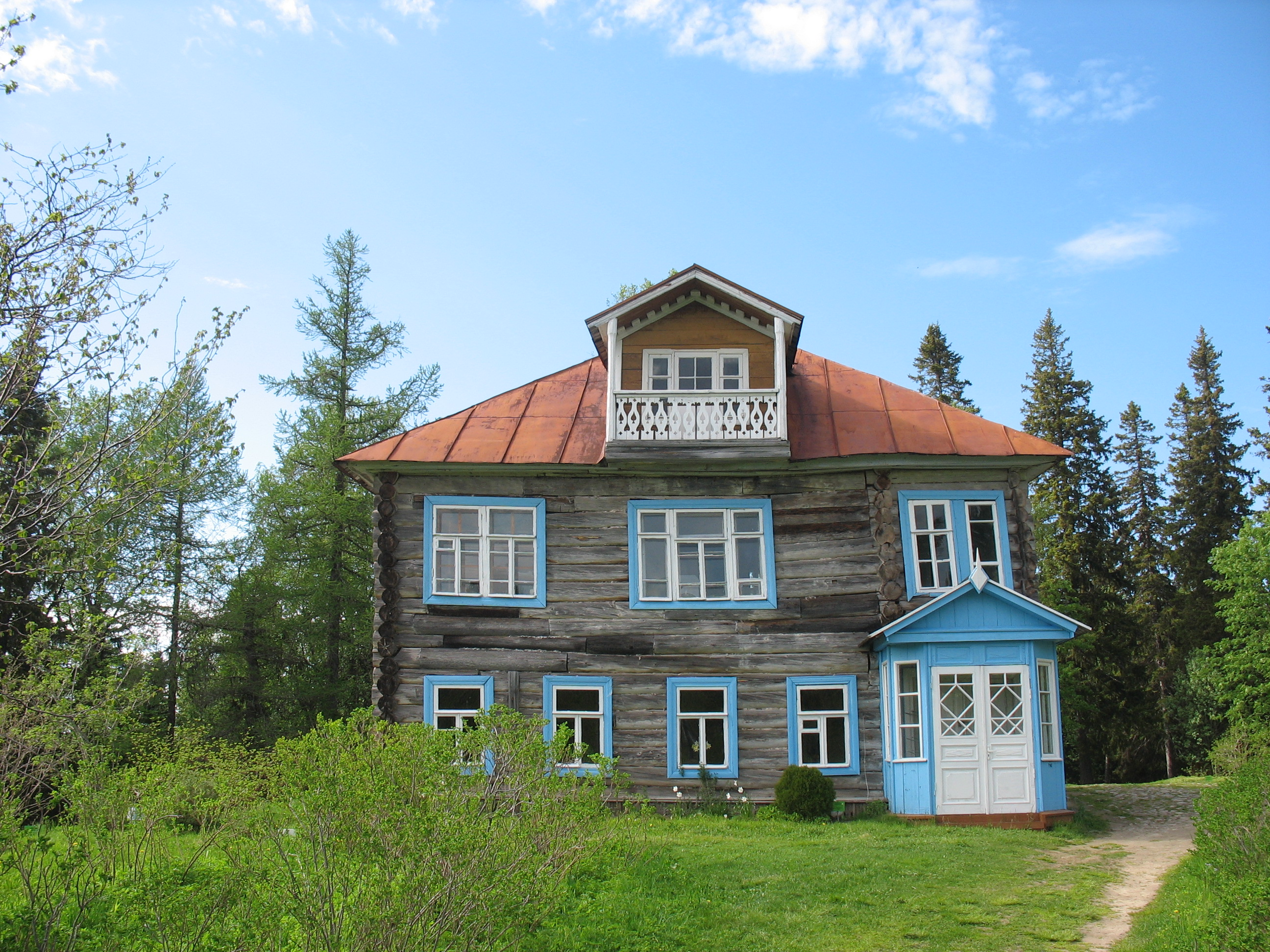
Дача архимандрита.

Построена в 1822 г. за озером Перт примерно в 3,5 км. от хутора Горка (Большой Перт, Хуторское озеро).
Первоначально пустынь была устроена архимандритом Макарием на собственные средства и состояла из деревянной часовни и двух отдельно стоящих келий: одна для настоятеля, периодически в ней уединяющегося, другая для безмолвного проживания в ней иноков. К середине XIX века в пустыни также был построен воскобелильный завод.
В память произошедшей в 1854 году бомбардировки монастыря английской эскадрой, в пустыне была построена и освящена Александро-Невская часовня, на стене которой была сделана надпись: «Настоятель архимандрит Александр поставил на сей горе в 1854 г. крест Господень и часовню во имя святого великого князя Александра Невского, ангела своего, и гора сия названа Александровская за спасение жизни своей при нападении англичан на Соловецкую обитель в 1854 г. июля 6-го и 7-го чисел, в самую страшную канонаду, под градом ядер и бомб 36 и 96 фунтов летавших над головами во время крестного хода вокруг монастыря». Рядом с часовней сохранился камень с выбитой надписью: «Гора Александровская 1854. А. А.».
В 1859—1862 годах в пустыни был построен двухэтажный дом с балконом и мезонином, более известный как «дача архимандрита», а в 1894—1899 — валунный погреб для хранения на леднике продуктовых запасов. В течение XIX века было установлено несколько поклонных крестов, один из которых сохранился до наших дней.
После Октябрьской революции в 1923—1939 годах на территории пустыни располагалось руководство Соловецкого лагеря особого назначения (СЛОН). Над крыльцом сторожки, построенной здесь в это время, до сих пор видна надпись — «Комендатура». В первой половине XX века обитель стали чаще называть её вторым названием — хутор Горка.

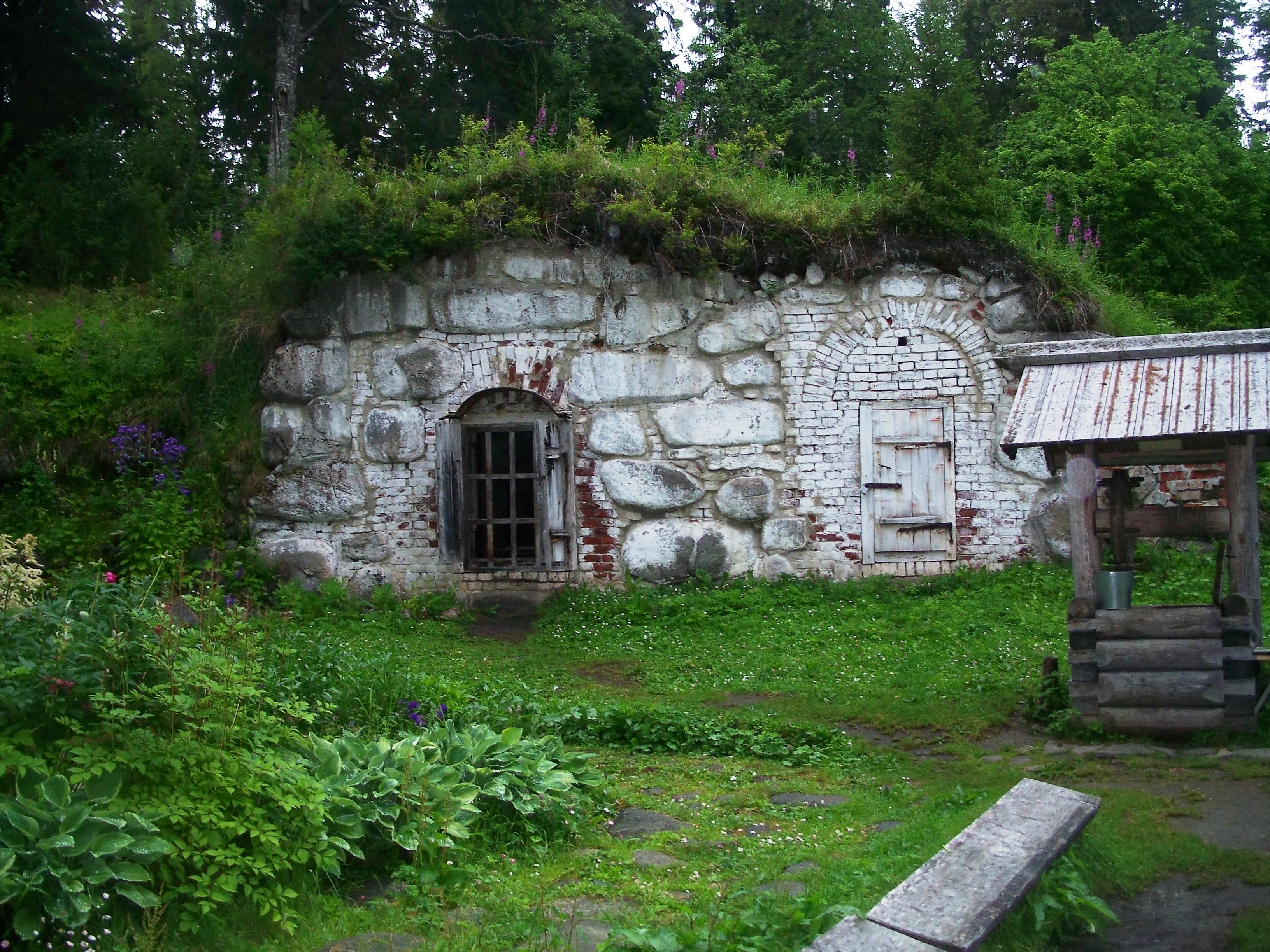
Валунный погреб.
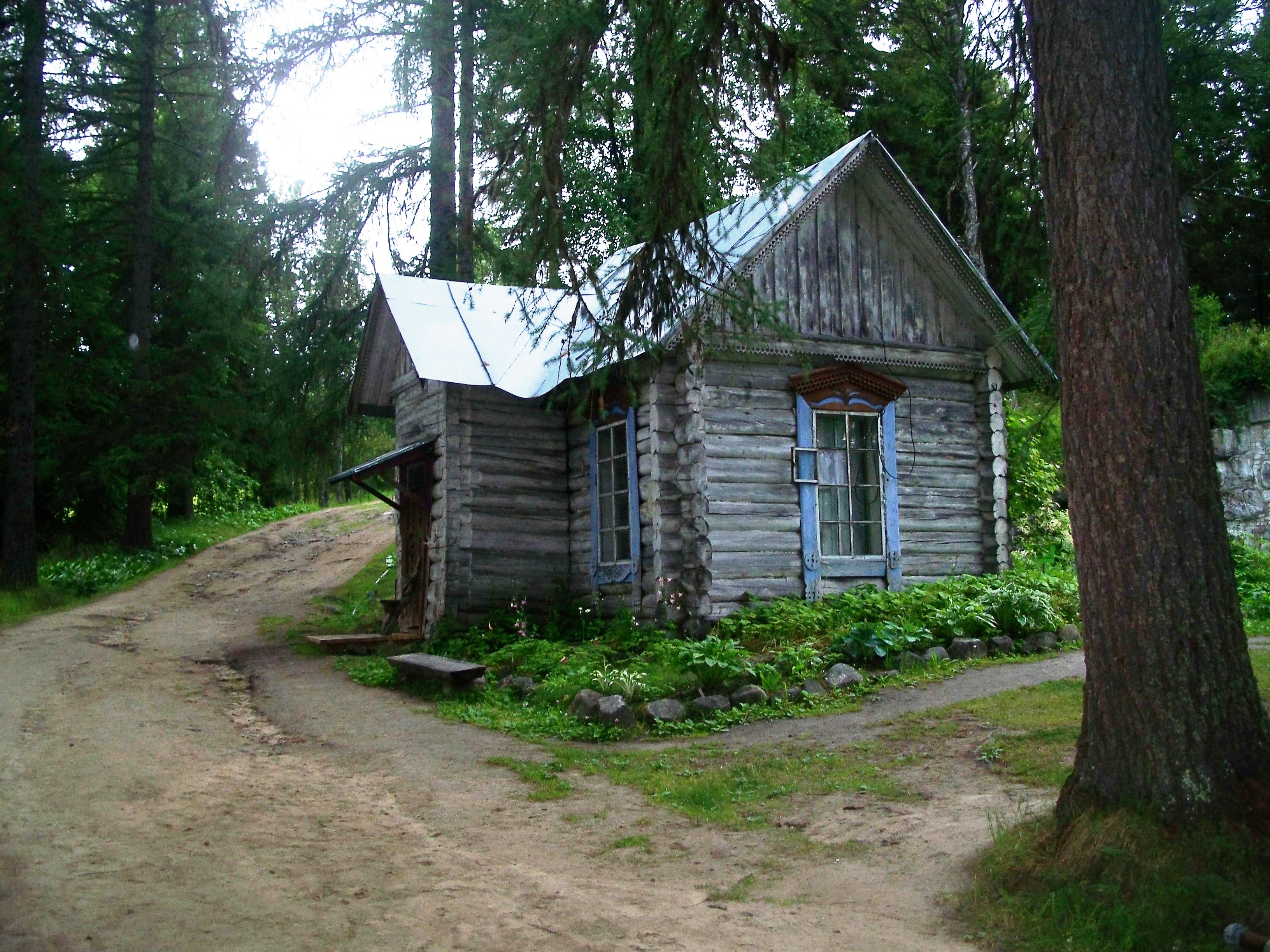
Сторожка. 1930-е годы.
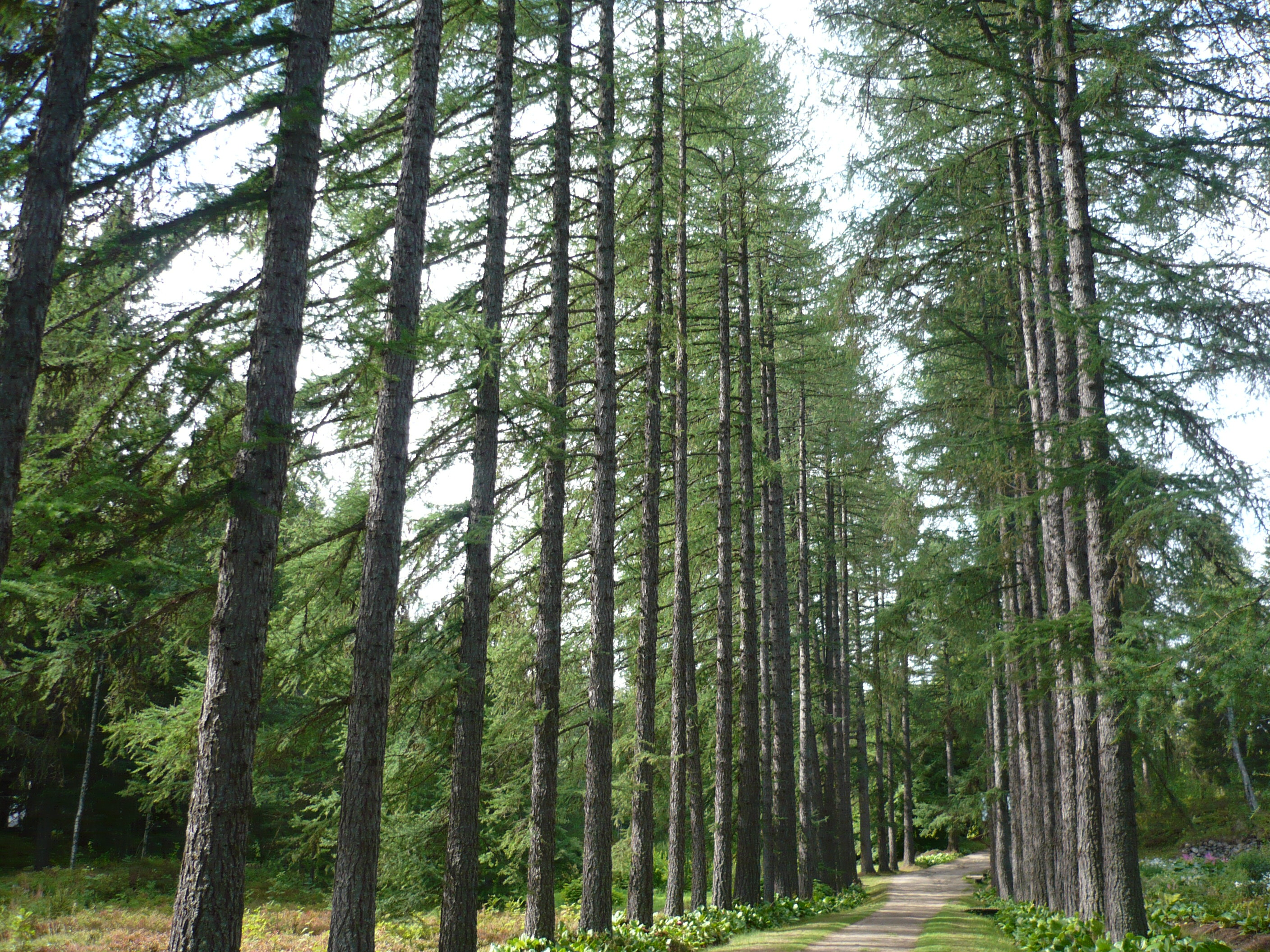
Лиственничная аллея.
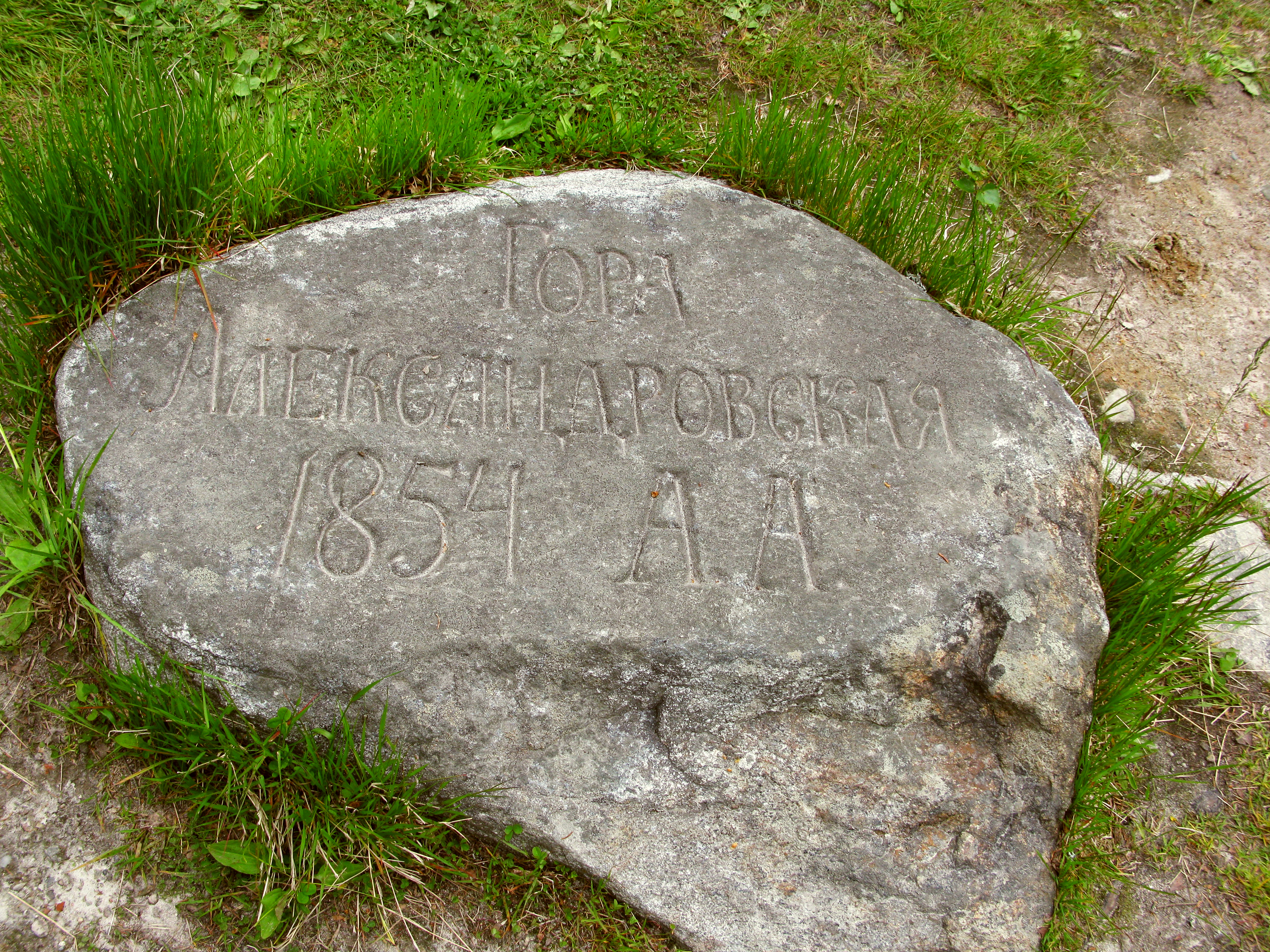
Памятный камень.

## Ботанический сад

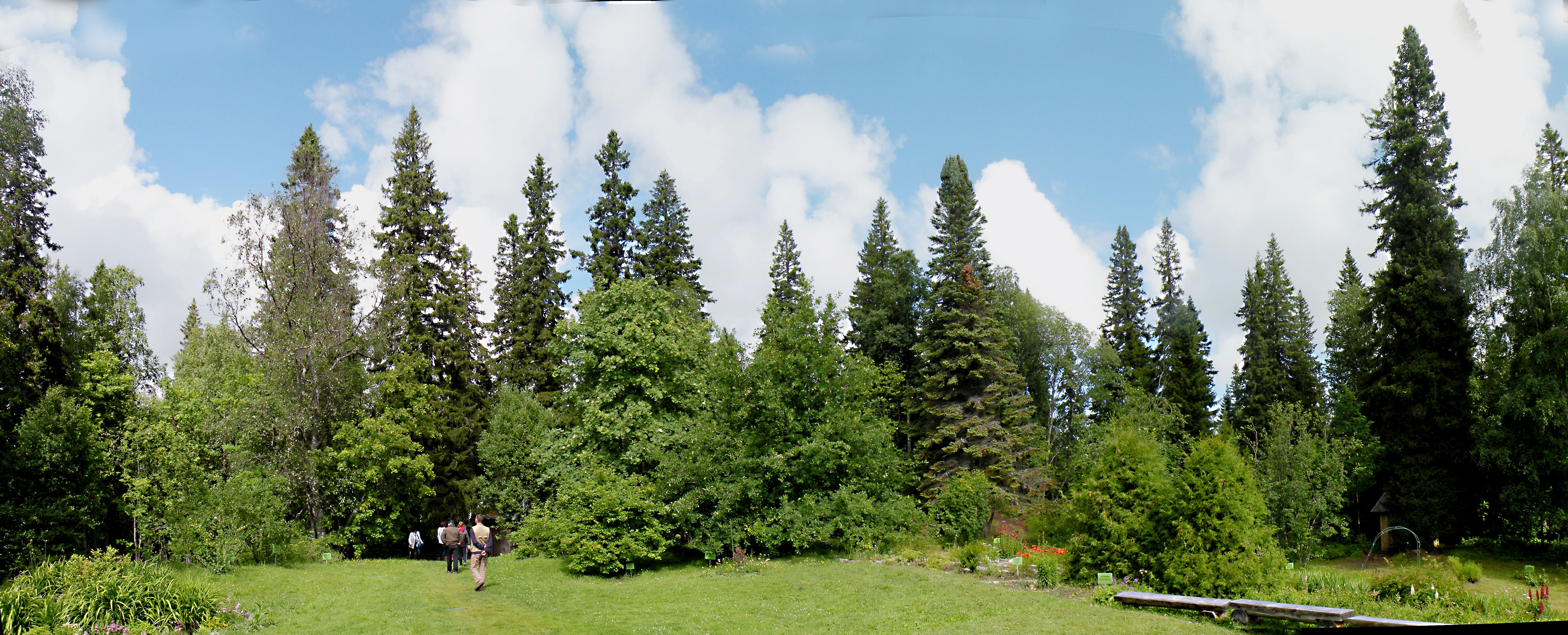
Верхняя часть сада на горе.

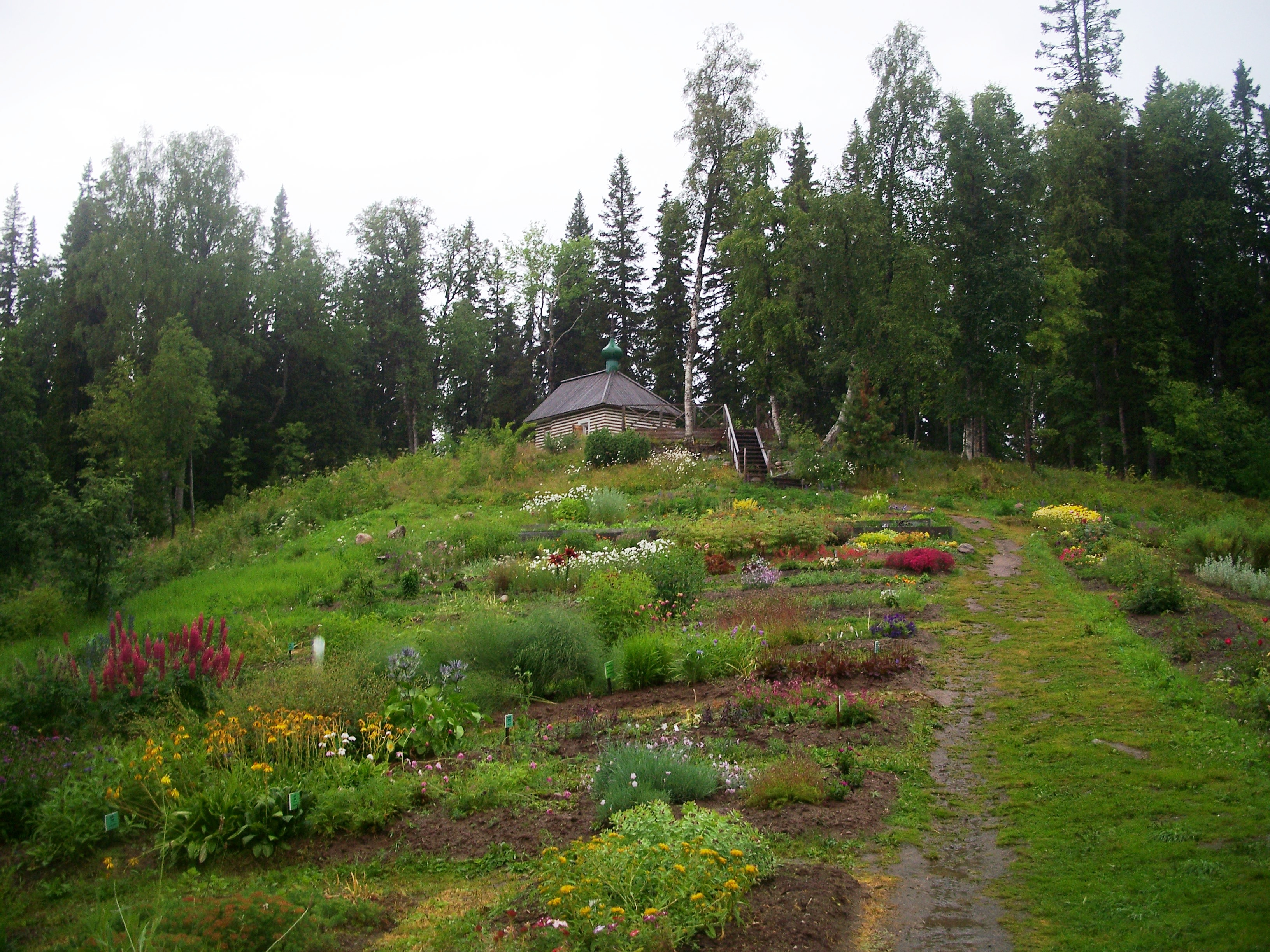
Аптекарский огород.

Макариевская пустынь находится в местности с очень благоприятным микроклиматом, так как она с трех сторон защищена от холодных ветров небольшими холмами. Неудивительно, что вскоре после создания, в обители монахами были возделаны огороды, в том числе и аптекарские. Впоследствии, на склонах горы были созданы укрепленные валунами террасы, на которых были высажены кедры, яблони, ягодные кустарники, цветники. В построенных монахами оранжереях, отапливаемых теплом, поступающим по трубам из воскобелильного завода, выращивались арбузы, дыни, огурцы и персики.
После революции, во время существования здесь соловецкого лагеря, сотрудниками Соловецкого общества краеведения проводились работы по акклиматизации в северных условиях новых видов растений. После закрытия лагеря монастырский сад на 20 лет был заброшен и пришёл в запустение. В 1959 году он был передан соловецкой школе и поддерживался руками учителей и школьников.
Начиная с 1974 года, когда территория пустыни была передана Соловецкому музею-заповеднику, его сотрудниками была проделана большая работа по изучению, сохранению, восстановлению и инвентаризации монастырского сада. Официальный статус Ботанического сада он получил в 1981 году. На сегодня в нем насчитывается более 700 видов и сортов растений.